# Stade de Penvillers
O Stade de Penvillers é um estádio localizado em Quimper, na França. É a casa do Quimper KFC, e sua capacidade atual é de 7.758 lugares. 

## História
Construído em 1968, foi expandido nos anos 1976 e anos 1986. 
1. 1 2 3  «Plus de 23.000 spectateurs, tout le Bro Leon débarque à Penvillers». www.newsouest.fr. Consultado em 7 de fevereiro de 2021